# Мк 67 SLMM
Mk.67 SLMM (англ. Mark 67 SLMM — Submarine Launched Mobile Mine) — самотранспортована донна міна-торпеда, розроблена на основі малогабаритної електричної торпеди Mk.37. Стоїть на озброєнні підводних човнів ВМС США. Призначена для прихованої дистанційної постановки, з метою ураження надводних кораблів і підводних човнів противника, в мілководних районах моря, на охороняємих рейдах, фарватерах і гаванях, підхід до яких підводного човна, що здійснює постановку мін, небезпечний або ускладнений.

## Концепція
Концепція самотранспортованої донної міни полягає в поєднанні переваг торпеди і морської міни: підводний човен з безпечної відстані, яка не перевищує дальність ходу міни (до 16,5 км) в підводному положенні здійснює пуск модифікованої торпеди з торпедного апарата; торпеда, система самонаведення якої доповнена необхідними елементами для перетворення цього засобу ураження в донну міну, самостійно досягає визначеного району і лягає на ґрунт, де перетворюється на «класичну» донну міну — при проходженні в безпосередній близькості (25-35 м) цілі з визначеними параметрами спрацьовує неконтактний її підривач бойової частини — 234 кг потужної вибухівки PBXN-103.
Антиподом Мк.67 SLMM є глибоководна протичовнова контейнерна міна з бойовою частиною-торпедою Mk.60 «Кептор» — на ймовірному маршруті руху підводного човна противника завчасно приховано виставляється якірна, міна в середині якої знаходиться малогабаритна торпеда. Коли блок виявлення і управління міни класифікує ціль як ворожий підводний човен, спрацьовує механізм пуску бойової частини — торпеди, яка наздоганяє і уражає ціль.

## Історія
Розробка самотранспортованої донної міни на базі малогабаритної торпеди Mk.37 розпочалася у 1977 році, а у 1978 вже був створений перший її прототип: у конструкцію торпеди при переобладнанні її в міну було внесено до 500 конструктивних змін, у тому числі видозмінена її бойова частина, застосовані комбіновані неконтактні підривачі Mk.58, аналогічні тим, що застосовуються в мінах сімейства «Квікстрайк», використана потужна вибухова речовина і PBXN-103,модернізована бортова апаратура системи наведення. Прийнята на озброєння ВМС США у 1982 році. У 1982—1985 роках флотом було закуплено 889 Mk.37.
У 1985–1987 роках Військово-морська дослідницька станція підводної зброї (NUWES) у Кейпорті, штат Вашингтон продовжила роботи над Mk.37, унаслідок чого у 1987 році прийнятий на озброєння модернізований варіант Mk.67 Improved SLMM на базі 533-мм торпеди Mk.48 зі збільшеною дальністю ходу і програмуємим неконтактним підривачем Mk.71. У 1987 році були проведені тестові пуски модернізованої Mk.37 з підводного човна з системою керування вогнем Mk.281. До 1989 року було закуплено ще 840 мін обох модифікацій.
З переходом на нову елементну базу виявилося, що аналогова система управління міни-торпеди не стикується з системою керування новітніх атомних підводних човнів ВМС США. Тому у 1992–1993 роках було розпочато переобладнання торпед на модифікацію NT-37F з цифровою системою управління. Наразі у ВМС США нараховується близько 2-2,5 тисяч мін цього типу.
Підводні човни ВМС США можуть нести дві міни Mk.67 замість кожної стандартної 533-мм торпеди боєкомплекту. У 1980-х для постановки цих мін були обладнані декілька типів багатоцільових атомних підводних човнів, включно з ПЧА типу «Лос-Анджелес». Проте в даний час завдання проведення мінних постановок покладені переважно на атомні підводні човни типу «Вірджинія».

## Конструкція
Основні елементи міни: кормова частина — блок руху, маневруванні і затоплення Mk.4 запозичений у базової торпеди; носова частина — блок Mk.13 — бойова частина з зарядом вибухівки PBXN-103. Крім вибухового заряду, підривача і пускового механізму Mk.19, бойова частина містить пристрій виявлення і класифікації цілей (TDD) Mk.57 з магнітними і гідродинамічними датчиками, охоронні пристрої Mk.2 і батарею живлення Mk.131.

### Технічні характеристики модифікацій
|                               |                 |                     |
|                               | Mk.67 SLMM      | Mk.67 Improved SLMM |
| Роки постановки на озброєння  | 1982            | 1987                |
| База (торпеда)                | Mk.37           | Mk.48               |
| Діаметр                       | 485 мм          | 533 мм              |
| Вага                          | 798 кг          | 1558 кг             |
| Довжина                       | 4,089 м         | 5,790 м             |
| Швидкість ходу                | 28 вузлів       | 48 вузлів           |
| Дальність самотранспортування | 15 км           | 16,5 км             |
| Глибина місця постановки      | 10-300 м        | 10-300 м            |
| Підривач                      | Mk.58           | Mk.71               |
| Вибухова речовина             | 234 кг PBXM-103 | 234 кг PBXM-103     |

Розроблено також декілька варіантів навчальних мін з блоком OA-06 (OA-05) в головній частині, який замість бойової частини має інертний наповнювач, який імітує вагу вибухової речовини і блоку апаратури міни. OA-06 також включає блок Mk.91 який містить якір, пульт управління Mk.59, батарею електроживлення Mk.140, поплавково-сигнальний пристрій Mk.27.